# Plecia nigra
Plecia nigra är en tvåvingeart som först beskrevs av Philippi 1865.  Plecia nigra ingår i släktet Plecia och familjen hårmyggor. Inga underarter finns listade i Catalogue of Life.